# ボードゥアン1世 (エルサレム王)

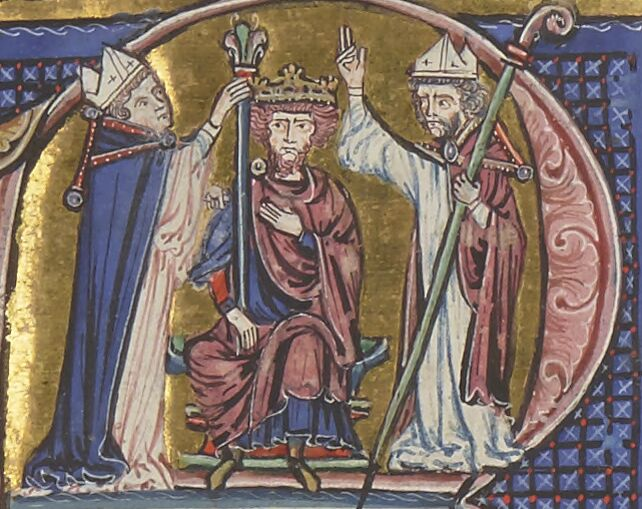
戴冠するボードゥアン

ボードゥアン1世（Baudouin I, 1065年頃 - 1118年4月2日）は、第1回十字軍の指導者の一人。初代エデッサ伯となり、後に初代エルサレム国王（在位：1100年 - 1118年）となった。

## 生涯
ボードゥアンはブローニュ伯ウスタシュ2世と妃イド・ド・ブローニュの三男で、僧籍に入る教育を受けていたが途中で還俗し、次兄の下ロートリンゲン公ゴドフロワの下でヴェルダン伯となる。
第1回十字軍時には兄のウスタシュ3世、ゴドフロワ、ユーグ、従兄弟のボードゥアン・ド・ブールと共に参加した。ハンガリーでは、部隊の安全な通過のためにボードゥアンが人質としてハンガリー王の元に留められた。コンスタンチノープルでは、逆に東ローマ皇帝の息子（後のヨハネス2世コムネノス）を人質として預かったときに、ボードゥアンがその対応を行った。東ローマ側から十字軍を記録した皇女アンナ・コムネナの手記によると、「配下の兵士が皇帝の玉座に対して無礼な働きを行ったとき、それを咎めた」とされ、礼儀と規律に厳しかったことがうかがえる。
小アジアで他の十字軍から分かれ、同様に領土を欲するノルマン人のタンクレッド（ボヘモンの甥、後にアンティオキア公国摂政）と共にキリキアへ向かったが、キリキアの領有に関してタンクレッドと争うようになり、タンクレッドはアンティオキアに戻った。一方、ボードゥアンはエデッサの領主ソロス（トロス）に誘われて、その後継者となり、まもなくソロスが暴動で殺されると替わってエデッサを支配した（エデッサ伯国参照）。この時ボードゥアンはアルメニア人であったソロスの娘アルダと結婚したが、この結婚はこれ以降しばしば行われたフランク系十字軍国家の貴族とアルメニア人との婚姻の先例となった。
1100年に「聖墳墓の守護者」であった兄のゴドフロワが死んだ時、ボードゥアンはエデッサ伯国をボードゥアン・ド・ブールに譲り、エルサレムに入ってエルサレム王ボードゥアン1世となった。
エルサレム総司教だったダゴベルトは、エルサレムを教皇領とすることを望み、これに反対したが、エルサレムではなくベツレヘムで戴冠することで妥協した。
1101年の十字軍ではラマラで大敗したが、その後アッコン、ラマラ、トリポリ、シドン、ベイルートなど領土を広げた。1112年または1113年に、シチリア伯ルッジェーロ1世の未亡人アデライード・デル・ヴァストと結婚したが、この結婚で子が生まれなかった場合、アデライードとルッジェーロ1世との子ルッジェーロ2世が後継者となる取り決めがなされたため、貴族や総大司教からの圧力により4年ほどで離婚した。1118年にエジプト遠征中に食中毒により亡くなった。ボードゥアン1世は3回結婚しているが子供はなく、エデッサ伯を継いでいたボードゥアン・ド・ブールが第2代エルサレム王ボードゥアン2世となった。